# Алжеш
Алжеш (порт. Algés)  —  район (фрегезия) в Португалии,  входит в округ Лиссабон. Является составной частью муниципалитета  Оейраш. Находится в составе крупной городской агломерации Большой Лиссабон. По старому административному делению входил в провинцию Эштремадура. Входит в экономико-статистический  субрегион Большой Лиссабон, который входит в Лиссабонский регион. Население составляет 11 605 человек на 2011 год. Занимает площадь 1,92 км².
Покровителем района считается Дева Мария (порт. Maria).

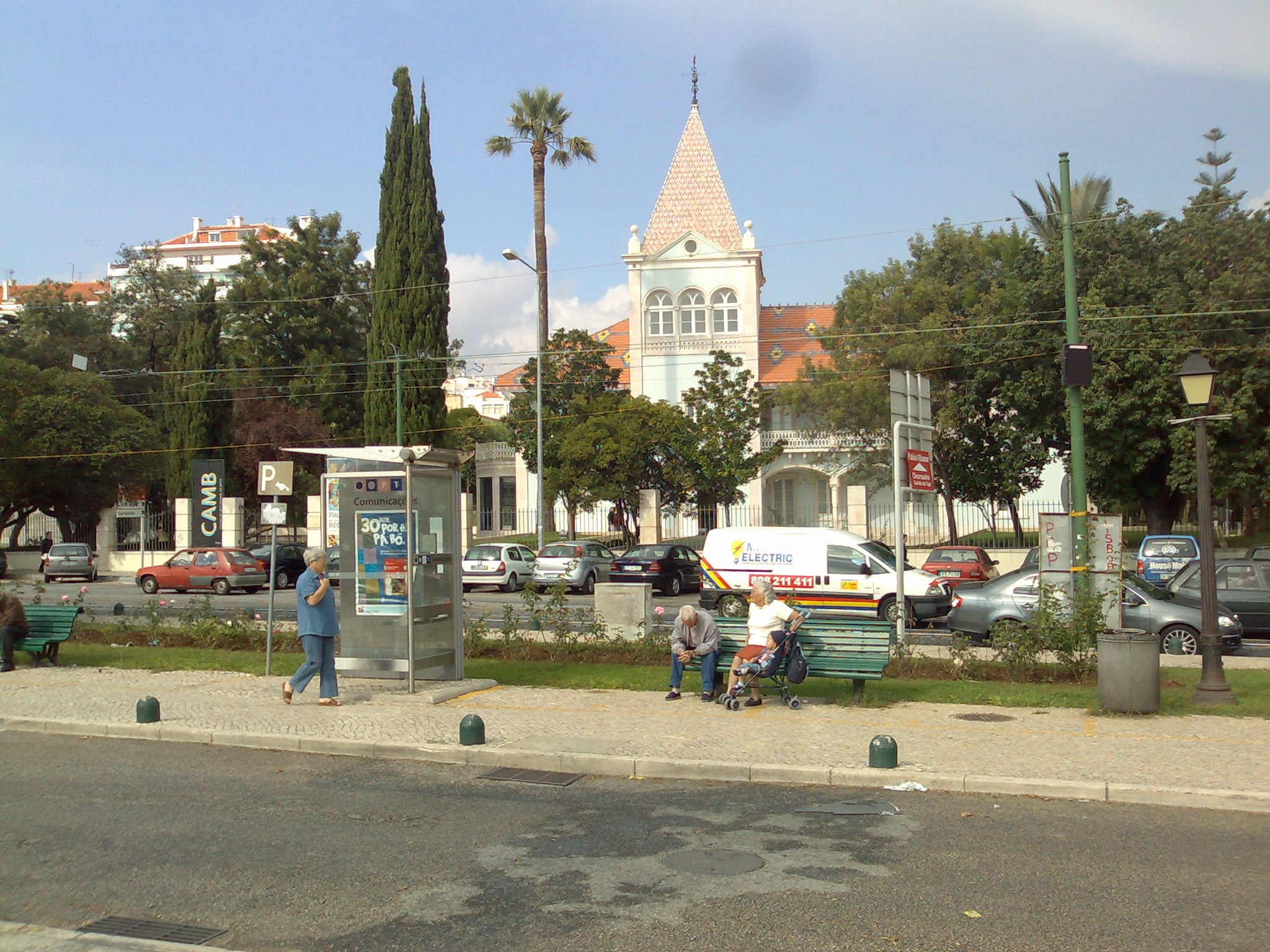
Алжеш